# Jiří Bělohlávek
Jiří Bělohlávek est un chef d'orchestre tchèque, né à Prague le 24 février 1946 et mort le 31 mai 2017 dans la même ville,.

## Biographie
Jiří Bělohlávek a étudié la direction d'orchestre avec Sergiu Celibidache avant de diriger la philharmonie de Brno (de 1972 à 1978), l'Orchestre symphonique de Prague (de 1977 à 1989), puis le prestigieux Orchestre philharmonique tchèque en tant que chef principal de 1990 à 1992 puis de 2012 à 2017.
Depuis le début des années 90, il est invité par la plupart des grandes formations, principalement en Angleterre.
Entre 2002 et 2003, Bělohlávek a également assuré les fonctions de directeur musical de l'Orchestre Philharmonique Slovaque.
Il continue de travailler avec l'Orchestre symphonique de la BBC, dont il a été chef principal invité de 1995 à 2000, notamment lors des Proms. Il en est le directeur musical à partir de 2005, succédant ainsi à Leonard Slatkin. Il a fondé la Philharmonie de chambre de Prague en 1994, un orchestre avec lequel il travaille jusqu'à sa mort, terrassé par un cancer.
Jiří Bělohlávek s'est spécialisé rapidement dans la musique de Bohuslav Martinů dont il a enregistré les symphonies deux fois (avec l'Orchestre philharmonique tchèque et l'Orchestre symphonique de la BBC). La musique d'Antonín Dvořák accompagna également Bělohlávek tout au long de sa vie artistique : il enregistra avec la Philharmonie tchèque l'intégrale des symphonies et concertos pour Decca, projet paru en 2014.